# Carl F. W. Behl
Carl Friedrich Wilhelm Behl (meist abgekürzt als Carl F. W. Behl oder C. F. W. Behl; geboren am 3. März 1889 in Berlin; gestorben am 26. Februar 1968 in München) war ein deutscher Theaterkritiker, Literaturhistoriker, Herausgeber und Biograf Gerhart Hauptmanns, Lyriker, Dramatiker und Jurist.

## Leben
Behl arbeitete nach seiner juristischen Ausbildung von 1917 bis 1923 als Staatsanwalt in Berlin, wechselte danach in den Dienst des Auswärtigen Amts und war bis 1929 Dezernent des Deutsch-Englischen Gemischten Schiedsgerichtshofs in Berlin und London, einer mit der juristischen Abwicklung von Ausgleichsverpflichtungen entsprechend dem Versailler Vertrag befassten internationalen Schiedsstelle. Nach seiner Rückkehr nach Berlin übernahm Behl neben seiner Tätigkeit als Richter die Leitung der Prüfstelle für Schund- und Schmutzschriften. 1930 trat er, der von Kindheit an sich für das Theater begeistert hatte, in den Dienst des Dezernats für Theater- und Kunstsachen im Berliner Polizeipräsidium. 1932 wurde er wegen seiner liberalen Gesinnung versetzt und 1935 zwangspensioniert.
Fortan widmete sich Behl seinen literarischen Interessen. Er war Mitherausgeber der Berliner Zeitschrift „Der Kritiker“ und übersetzte englischsprachige Literatur. Schon 1913 war eine erste Studie zu Gerhart Hauptmann erschienen und 1941 betraute Peter Suhrkamp ihn mit der Redaktion von Hauptmanns Werken letzter Hand. 1945 veranlasste er die Verbringung des Hauptmann-Archivs von Agnetendorf in Niederschlesien nach Schloss Kaibitz in der Oberpfalz.
Nach Kriegsende kehrte er in den Staatsdienst zurück. Schon im Herbst 1945 wurde der politisch unbelastete Jurist von den Amerikanern als Leiter des Amtsgerichts Kemnath eingesetzt und von 1946 bis 1954 war er Präsident des Landgerichts Schweinfurt. Nach 1955 wirkte er als Theater-, Kunst- und Literaturkritiker in München.
Der Nachlass befindet sich im Deutschen Literaturarchiv in Marbach, wo Behl auch bestattet ist.

## Werke
- Gerhart Hauptmann. Borngräber, Berlin 1913.
- Die Nacht des Kalifen. Drama. Berlin 1914.
- Der neue Tag. Gedichte. Berlin 1919.
- Gerhart-Hauptmann-Bibliographie. 2 Bde. Berlin 1936 u. 1937.
- Zwischen Morgen und Abend. Kleine Auswahl aus 3 Jahrzehnten. Gedichte. Stomps, Berlin 1939.
- Gerhart Hauptmanns Leben. Suhrkamp, Berlin 1942.
- Die kleine Stadt. Ein Jahreskreis in Sizilianen. Geschrieben in Kemnath (Oberpfalz) 1945/46. Gedichte. Fränkische Bibliophilengesellschaft, Lichtenfels 1949.
- Wohin der Weg … Gedichte aus 4 Jahrzehnten. Privatdruck, Schweinfurt 1954.
- Fahrt durch die Wirrnis. Ein deutsches Erlebnis 1946. Verlag Viernheim, Viernheim 1956.
- Mainland, Weinland. Ein Gedichtkreis. Illustrationen von Wini Kluge. Holzner, Kitzingen 1957.
- Chronik von Gerhart Hauptmanns Leben und Schaffen. Bis zum Tode Gerhart Hauptmanns fortgeführte vollständige Neufassung der Chronik von 1942. Bergstadtverlag Korn, München 1957; Neuausgabe Würzburg 1993.
- Unterm Abendstern. Gedichte 1920-1958. Herbert Post Presse, München 1961.
- Adonis und Aphrodite. Verse. Mit 10 Holzschnitten von Wolfgang Behl. Verlag Viernheim, Viernheim & Zürich 1961.
- Gott grüss' die Kunst! Gedichte und Prosa. Leonhardt, Würzburg 1963.
- Aufsätze, Briefe, Tagebuchnotizen. Autobiographisches und Biographisches zu Gerhart Hauptmann. Hrsg. von Klaus Hildebrandt. Delp, München 1981, ISBN 3-7689-0188-2.

Herausgeber:
- Gerhart Hauptmann: Das gesammelte Werk. Abt. 1. Bde. 1–17, S. Fischer, Frankfurt am Main 1942.
- Wege zu Gerhart Hauptmann. Aufsatzsammlung. Goslar 1948.
- Zwiesprache mit Gerhart Hauptmann. Aufsatzsammlung. München 1949.